# Schuhhof 1 (Quedlinburg)

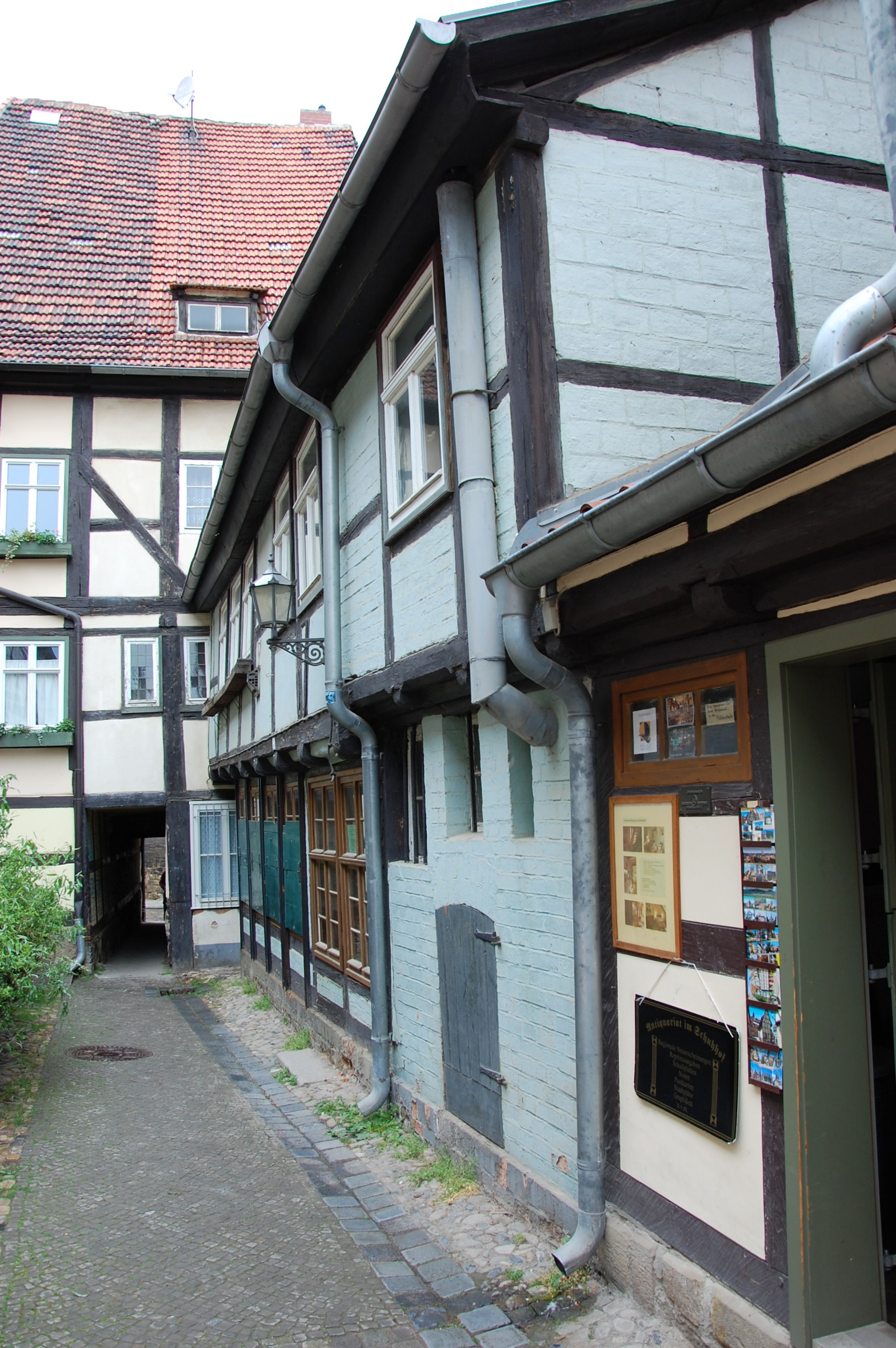
Haus Schuhhof 1

Das Haus Schuhhof 1 ist ein denkmalgeschütztes Gebäude in der Stadt Quedlinburg in Sachsen-Anhalt.

## Lage
Es befindet sich in einer kleinen Gasse östlich des Quedlinburger Marktplatzes. Westlich grenzt das gleichfalls denkmalgeschützte Schuhmachergildehaus, östlich das Haus Schuhhof 2 an.

## Architektur und Geschichte
Es ist im Quedlinburger Denkmalverzeichnis als Handwerkerhaus eingetragen und gehört zum UNESCO-Weltkulturerbe. Das kleine zweigeschossige Fachwerkhaus weist Fachwerkformen aus der Zeit um 1550, mit Lehm verstrichene Windbretter, auf und ist das älteste erhaltene Gebäude der Gasse. Andere Angaben nennen als Baumeister Gabriel Goldfuß, was eine Entstehung in der Zeit um 1637 bedeuten würde. Bemerkenswert sind die an den Fenstern befindlichen Ladenklappen, die als Verkaufsflächen dienten und so in der Bauzeit üblich waren.
Vorgängergebäude sind bereits ab dem 13. Jahrhundert bekannt und wurden als casae sive domus sutorum erwähnt. Die Sankt-Nikolai-Kirche erhielt zu diesem Zeitpunkt von zehn kleinen Häusern in diesem Bereich Zins.